# Historia filozofii (Tatarkiewicz)
Historia filozofii – trzytomowy podręcznik akademicki do nauki historii filozofii, napisany przez polskiego filozofa Władysława Tatarkiewicza. Książka stanowiła w Polsce przez wiele lat podstawowy podręcznik z dziejów filozofii. 

## Treść
Podręcznik obejmuje okres od starożytności do połowy XX wieku. Tom pierwszy poświęcony jest filozofii starożytnej i średniowiecznej, tom drugi — filozofii nowożytnej do roku 1830,
tom trzeci zaś — filozofii XIX wieku i pierwszej połowy XX wieku.

## Wydania
Od pierwszego wydania do 2009 roku „Historia filozofii” doczekała się kilkadziesiąt wydań: tom drugi miał 22 wydania, tom trzeci zaś — 19. Tom pierwszy przetłumaczony został na język rosyjski przez Władimira Kwaskowa i opublikowany w wydawnictwie Uniwersytetu Permskiego.

## Oceny
Zdaniem Tadeusza Krońskiego, jednym z mankamentów podręcznika Tatarkiewicza jest kosmopolityzm filozoficzny, wypaczający obraz filozofii uprawianej w Polsce i przyczyniający się do zbiorowej niechęci oraz nieufności ludzi wykształconych do dokonań myśli rodzimej.